# Bliss (film 1917)
Bliss è una comica muta del 1917 di Alfred J. Goulding con Harold Lloyd.

## Trama
Un falso conte è aiutato nel corteggiamento nei confronti della protagonista, dal padre di lei che è travolto ed esaltato dall'illusione di acquisire un titolo nobiliare.